# Corrado Lancia
Corrado Lancia, también conocido en español como Conrado Lanza (?-Capo d'Orlando, Sicilia, 1299) fue un marino italiano que llegó al grado de almirante. Al servicio de la Corona de Aragón, fue canciller de Pedro III el Grande.

## Biografía
En 1266, cuando Carlos I de Anjou arrebató el trono de Sicilia al rey Manfredo, fue acogido en la corte aragonesa por el entonces príncipe Pedro y su mujer, Constanza II de Sicilia, hija de Manfredo. En la crónica de Ramón Muntaner se indica que fue educado en la cultura catalana: «en axí apreseren del cathalanesch de cascún loch de Cathalunya e del regne de València».
En 1279 fue enviado como embajador a Túnez para exigir tributo al sultán Yahya II al Wathik ben Muhammad I, con el deseo oculto de preparar la posible anexión de Ifriqiya a la corona; no tuvo éxito, y finalmente atacó las costas africanas. En 1283 acompañó a Pedro el Grande al desafío de Burdeos. Murió en la batalla del cabo Orlando en 1299.
Tiene dedicada una calle en Barcelona, la calle de Llanza, trazada por Ildefonso Cerdá en su Plan de Ensanche y bautizada por Víctor Balaguer en honor al almirante.